# جو هيك
جو هيك (بالإنجليزية: Joe Heck )‏ (و. 1961  م) هو سياسي، وطبيب، ومدير تنفيذي، وعضو هيئة تدريس جامعية ‏ أمريكي، هو عضوٌ في الحزب الجمهوري، ويحمل رتبة عسكرية عميد.

## مناصب
تولى منصب عضو مجلس النواب الأمريكي (6 يناير 2015–3 يناير 2017)
- عضو مجلس النواب الأمريكي (3 يناير 2013–3 يناير 2015)
- عضو مجلس النواب الأمريكي (5 يناير 2011–3 يناير 2013)
- عضو مجلس النواب الأمريكي (3 يناير 2011–3 يناير 2017)
- عضو مجلس ولاية نيفادا (2004–2008).

## التعليم
تعلم في الكلية الحربية الأمريكية، وتحصل منها على ماجستير العلوم الاجتماعية ‏ (حتى 2006)، وفيلادلفيا كلية الطب التقويمي، وتحصل منها على دكتوراه في تقويم العظام (حتى 1988)، وجامعة ولاية بنسلفانيا، في تخصص بكالوريوس العلوم (حتى 1984)، ومدرسة ابتدائية (حتى 1979).